# Gonocephalus doriae
Gonocephalus doriae är en ödleart som ingår i släktet Gonocephalus och familjen agamer (Agamidae). Arten förekommer på Borneo, i indonesiska Borneo (Kalimantan) och malaysiska Borneo (Sarawak). Den lever i regnskogar från låglandet och upp till 500 meters höjd. Arten delas inte in underarter. Dock har vissa auktorer sett Abbotts vinkelagam (Gonocephalus abbotti) som en underart till Gonocephalus doriae och i en del äldre verk kan G. abbotti därför beskrivas så och arten G. doriae kan då få underarterna G. d. abbotti och G. d. doriae.